# Fontes (Abrantes)
Fontes ist eine Gemeinde (Freguesia) in Portugal.

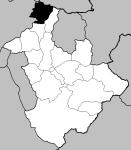
Lage von Fontes im Kreis

Fontes gehört zum Kreis Abrantes im Distrikt Santarém, besitzt eine Fläche von 28,5 km² und hat 469 Einwohner (Stand 19. April 2021).